# Segóbriga

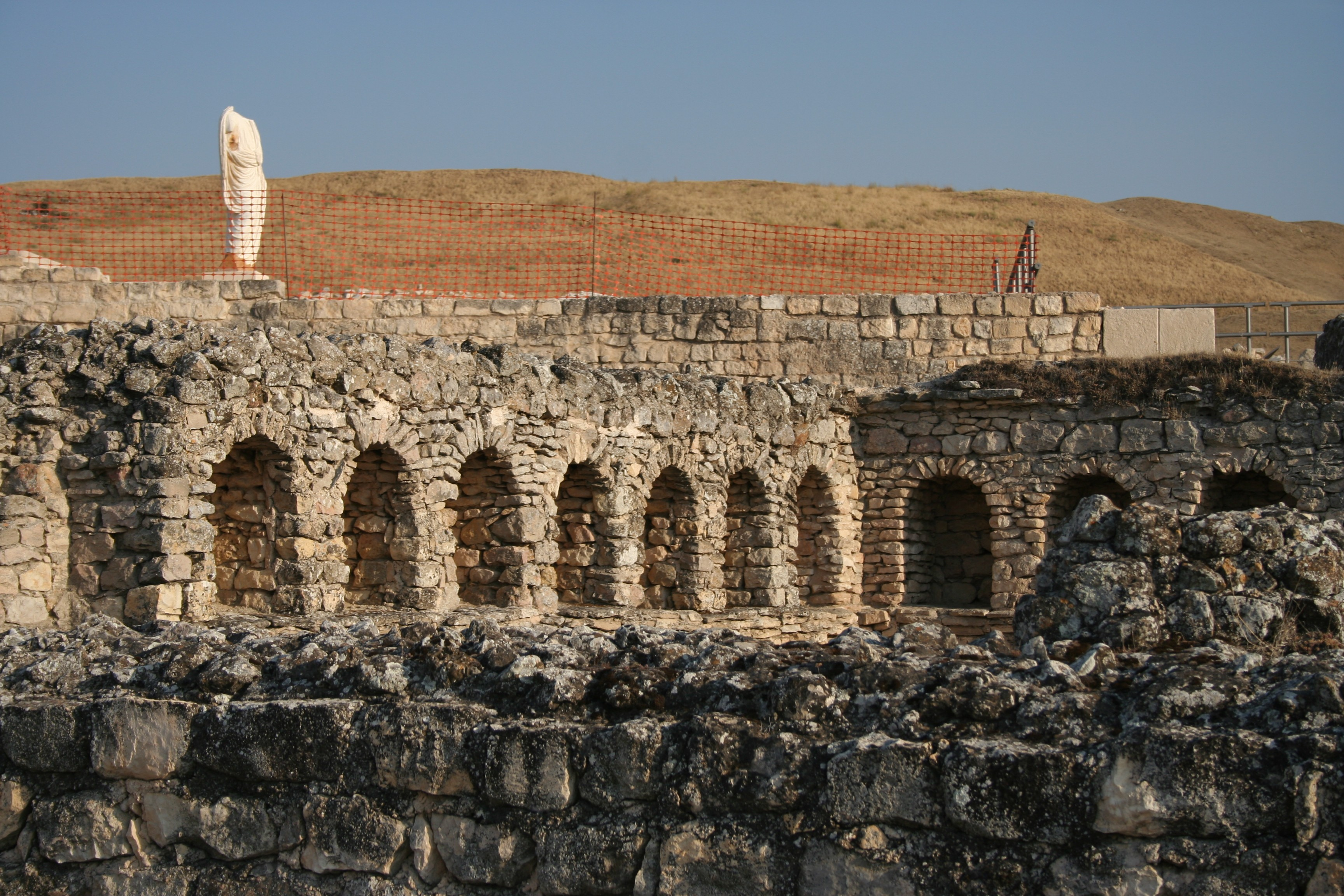
Termas romanas de Segóbriga.

Segóbriga (ou Parque Arqueológico de Segóbriga) é um sítio arqueológico romano de origem celtibera, localizado em torno do monte Cerro de Cabeza de Griego, em Saelices, Província de Cuenca, Castilla-La Mancha (Espanha).

## Construções de Segóbriga

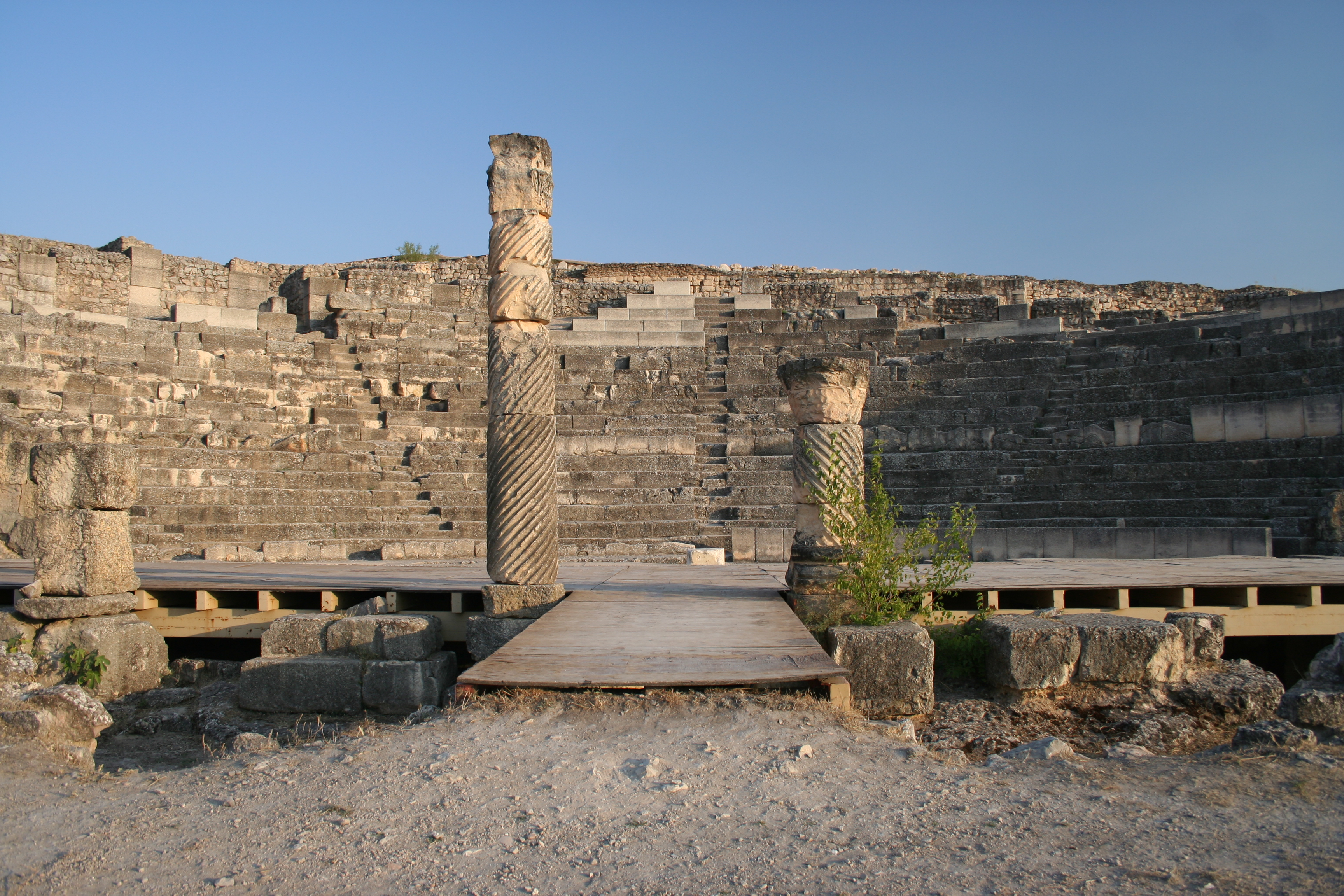
Teatro romano de Segóbriga.

### Celtiberas
- Necrópole (fora dos muros)

### Romanas
- Muralha e a Porta Norte
- Anfiteatro
- Teatro
- Termas Monumentais
- Ginásio e as Termas do Teatro
- Fórum
- Acrópole
- Santuário Rupestre de Diana (fora dos muros)
- Aqueduto (fora dos muros)
- Pedreiras (fora dos muros)